# Monarki og demokrati
|  | Denne artikel er oprettet af botten PalnaBot ud fra en ekstern database. Den kan derfor have sproglige fejl eller mangler. Denne skabelon kan fjernes efter kontrol af indholdet. |

Monarki og demokrati er en film instrueret af Jørgen Roos efter manuskript af Henrik G. Poulsen.

## Handling
Den danske dronning er udgået af en slægt, der har regeret i landet i tusind år. I løbet af den tid er der sket en gennemgribende politisk udvikling, og Danmark hører i dag til de mest udbyggede demokratier i den vestlige verden. Alligevel har man bevaret monarkiet. Hvordan kan det forenes med demokratiet? Hvilke pligter har dronningen? Er hun lige så ophøjet en person, som kongen var i enevældens dage? Det er spørgsmål af denne art, filmen søger at besvare. Filmen blev oprindeligt produceret til amerikansk tv.